# Bundesautobahn 602
De Bundesautobahn 602 of A602 is een belangrijke verbindingsweg tussen de stad Trier en het hoofdwegennet van Duitsland.
Bij Trier-Ehrang wordt de route richting Luxemburg (A64) voortgezet door de B52.
In 2006 werd de 800 meter lange hangbrug vernieuwd. De aansluitingen aan deze snelweg zijn vanaf maart 2007 met nummer weergegeven.